# Maurya querci
Maurya querci är en insektsart som beskrevs av Yuan 1988. Maurya querci ingår i släktet Maurya och familjen hornstritar. Inga underarter finns listade i Catalogue of Life.